# High Point (Carolina del Norte)
High Point es una ciudad ubicada en el área metropolitana de Greensboro-High Point, en el estado estadounidense de Carolina del Norte. La mayor parte de la ciudad está en el condado de Guilford, aunque también incluye zonas en los condados de Randolph, Davidson y Forsyth. En el censo de 2010, la ciudad tenía una población de 104,371 habitantes. Tiene una población estimada, a mediados de 2019, de 112,791 habitantes.

## Geografía
High Point se encuentra ubicada en las coordenadas 35°58′14″N 79°59′51″O / 35.97056, -79.99750. Según la Oficina del Censo, la localidad tiene un área total de 148.94 km², de la cual 145 km² es tierra y 3.94 km² es agua.

### Localidades adyacentes
El siguiente diagrama muestra a las localidades en un radio de 20 kilómetros (12,4 mi) de High Point.

## Demografía
En el 2000 la renta per cápita promedia del hogar era de $40.137, y el ingreso promedio para una familia era de $48.057. El ingreso per cápita para la localidad era de $21.303. En 2000 los hombres tenían un ingreso per cápita de $34.411 contra $25.293 para las mujeres. Alrededor del 13.20% de la población estaba bajo el umbral de pobreza nacional.
| 1950   | 1960   | 1970   | 1980   | 1990   | 2000   | 2005   | 2008    |
| ------ | ------ | ------ | ------ | ------ | ------ | ------ | ------- |
| 39.973 | 62.063 | 63.259 | 63.259 | 69.428 | 85.839 | 95.933 | 100.400 |